# معركة ميلاتسو (888)
معركة ميلاتسو هي معركة بحرية قامت في العام 888 بين الأساطيل البيزنطية والأغلبية قبالة شمال شرق صقلية. انتصر فيها الأغالبة انتصارًا كبيرًا. تعرف المعركة أيضًا باسم معركة ميلاتسو الثانية باعتبار معركة ستيلاي هي الأولى.